# Selaginella breynii
Selaginella breynii är en mosslummerväxtart som beskrevs av Antoine Frédéric Spring. Selaginella breynii ingår i släktet mosslumrar, och familjen mosslummerväxter. Inga underarter finns listade i Catalogue of Life.